# Sheffield
Sheffield este un oraș în nordul Angliei în comitatul South Yorkshire. Populația orașului la recensământul din 2004 era de 516.100 locuitori. Orașul a devenit faimos în secolul XIX ca un centru important al producției de oțel.
Orașul are 50 parcuri, fiind unul din orașele europene cu cel mai mare număr de copaci pe cap de locuitor.

## Personalități născute aici
- John Roebuck (1718 - 1794), industriaș;
- Samuel Earnshaw (1805 - 1888), cleric, matematician;
- John Obadiah Westwood (1805 - 1893), entomolog, arheolog;
- William Sterndale Bennett (1816 - 1875), compozitor, pianist;
- Harry Brearley (1871 - 1948), industriaș;
- Alice Stewart (1906 - 2002), medic;
- Brian Glover (1934 - 1997), actor, scriitor;
- A. S. Byatt (n. 1936), scriitoare.
- Simon Johnson (n. 1963), economist, Premiul Nobel pentru Economie;
- Harry Maguire  (n. 1993), fotbalist.

## Orașe înfrățite
- Anshan, China
- Bochum, Germania
- Donetsk, Ucraina
- Esteli, Nicaragua
- Stuttgart, Germania